# Lisolecitina acilmutasa
La lisolecitina acilmutasa  (EC 5.4.1.1) es una enzima que cataliza la siguiente reacción química:
Por lo tanto esta enzima tiene un sustrato, la 1-lisofosfatidilcolina (1-lisolecitina) y un producto, la 2-lisofosfatidilcolina (2-lisolecitina). La enzima pertenece a la familia de las isomerasas, más específicamente a la de las transferasas intramoleculares que transfieren grupos acilo. El nombre sistemático de esta enzima es lisolecitina 2,3-acilmutasa. También se la conoce con el nombre de lisolecitina migratasa.